# Fernando Estévez
Pour les articles homonymes, voir Estévez.
Fernando Estévez de Salas (La Orotava, 3 mars, 1788 - San Cristóbal de La Laguna, 14 août, 1854) est un sculpteur, peintre, urbaniste et professeur de dessin espagnol, et un grand représentant de l'art néo-classique dans les îles Canaries, considéré comme l'un des sculpteurs les plus importants des Canaries.

## Biographie
Fernando Estévez naît en 1788 à La Orotava, dans le nord de l'île de Tenerife, où son père a un atelier d'orfèvrerie d'argent. Dès ses premières années, Fernando montre un talent pour l'art.
Outre le travail de l'argent, Fernando peut compter sur un paysage urbain idéal pour susciter une vocation d'artiste. Il reçoit sa première formation artistique dans le monastère franciscain de San Lorenzo à La Orotava. Il rencontre le peintre, sculpteur et architecte José Luján Pérez (es), et travaille dans son atelier à Las Palmas de Gran Canaria jusqu'à ce qu'en 1808 Fernando Estévez ouvre son atelier à La Orotava. En 1846, il ouvre un atelier à Santa Cruz de Tenerife. Plus tard, il enseigne également à l'Académie provinciale des Beaux-Arts.

## Œuvres

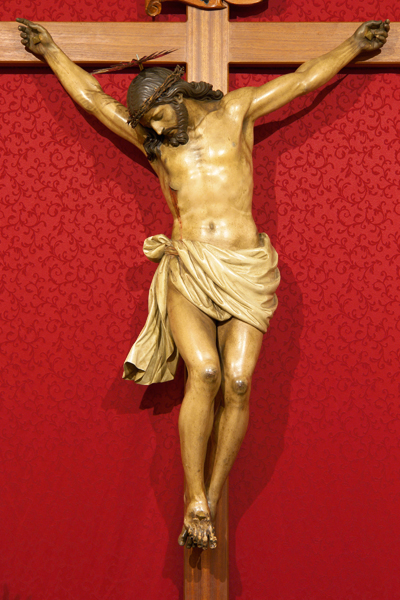
Le Christ en croix de la salle capitulaire de la cathédrale de La Laguna.

Ses sculptures sont exclusivement des thèmes religieux. Parmi ses œuvres les plus importantes, on peut noter à Tenerife la sculpture du Christ en croix de la salle capitulaire de la cathédrale de La Laguna, ainsi que la représentation de l'arrestation de Jésus au Jardin des Oliviers à l'église Notre-Dame de la Conception (San Cristóbal de La Laguna) et l'Immaculée Conception dans la même église. Son œuvre la plus célèbre est sans aucun doute la Notre-Dame de Candelaria (patronne des îles Canaries), créée en 1827 pour remplacer l'image d'origine qui avait disparu en 1826 après une tempête.
Dans d'autres îles, on peut noter à Santa Cruz de La Palma le Christ du Pardon et Notre-Dame du Mont-Carmel, qui sont dans l'église de El Salvador ; à Lanzarote, l'image de la Notre-Dame de Candelaria dans l'église de San Roque à Tinajo ; et à Grande Canarie, les représentations de Notre Dame du Rosaire (Église de Santo Domingo, Las Palmas) et de saint Jean Baptiste dans la Basilique de San Juan Bautista à Telde.

## Distinctions
- Fernando Estévez est considéré comme Hijo Ilustre de La Orotava.
- La plus célèbre école d'art des Canaries s'appelle Escuela de Arte y Superior de Diseño Fernando Estévez et se trouve à Santa Cruz de Tenerife.